# Aszjúti repülőtér
Az aszjúti repülőtér (IATA: ATZ, ICAO: HEAT) (arabul: مطار أسيوط) az egyiptomi Aszjút nemzetközi repülőtere.

## Légitársaságok és úti célok
| Légitársaság    | Célállomások                          |
| --------------- | ------------------------------------- |
| Air Arabia      | Sardzsa                               |
| Air Cairo       | Ammán, Doha, Dzsidda, Burajda, Kuvait |
| EgyptAir        | Kairó, Kuvait                         |
| FlyEgypt        | Kuvait                                |
| Flynas          | Dzsidda, Rijád                        |
| Jazeera Airways | Doha, Kuvait                          |

## Forgalom
Az utasforgalom az elmúlt években az alábbi módon változott:
| Utasok száma |      | 23 841 | 31 668 | 63 501 | 132 688 | 314 671 | 359 556 | 396 939 | 345 742 | 332 239 |
|              | 1995 | 1998   | 2001   | 2004   | 2007    | 2010    | 2013    | 2016    | 2019    | 2022    |

## Fordítás
- Ez a szócikk részben vagy egészben  az   Assiut Airport című angol Wikipédia-szócikk fordításán alapul.  Az eredeti cikk szerkesztőit annak laptörténete sorolja fel. Ez a jelzés csupán a megfogalmazás eredetét és a szerzői jogokat jelzi, nem szolgál a cikkben szereplő információk forrásmegjelöléseként.